# Rocío Hervella
Rocío Hervella Durántez (Palencia, 1969) es una empresaria española, cofundadora de Prosol y en la actualidad su consejera delegada. Ha desempeñado cargos de responsabilidad en diferentes instituciones y organizaciones empresariales españolas.

## Trayectoria
Se inició en la industria del café en 1994 al trabajar en Seda Solubles. A los 29 años, en 1998, cofundó Prosol junto a 75 pequeños inversores, donde fue nombrada consejera delegada al año siguiente. Conocida en los medios de comunicación como "la reina del café", ha dirigido la expansión internacional de la compañía. En 2018, resultó elegida presidenta de la Asociación Española del Café (AECafé), a día de hoy, es su vicepresidenta. Su activismo en AECafé, le ha llevado a formar parte del Comité Ejecutivo de la Federación Europea del Café (ECF), en junio de 2022. Durante los años 2020-2022 fue presidenta de Empresa Familiar de Castilla y León (EFCL) —entidad que engloba a las principales empresas familiares de toda la región—, convirtiéndose en la primera mujer en desempeñar este cargo, en la actualidad ostenta la Presidencia de la Fundación Empresa Familiar de Castilla y León. En octubre de 2021, se incorporó al Consejo de Administración de la multinacional Deoleo, empresa del sector del aceite de oliva. Desde marzo de 2023, forma parte del patronato de la Fundación Santa María la Real del Patrimonio Histórico.

## Reconocimientos
- 2015 “Premio Mujer Emprendedora” otorgado por El Norte de Castilla.[10]
- 2018 “Mujer Empresaria CaixaBank 2018”.[11]
- 2018 Premio «IWEC» a mujeres emprendedoras.[12]
- 2018 Puesto 41 en el listado “Top 100 de las mujeres que lideran España” del portal informativo MujeresyCia.[13]
- 2024 “Alumni de Honor de la Universidad de Valladolid (UVa)”.[14]
- 2024 “Embajadora de la ciudad de Valladolid”.[15]